# Schloss Prichsenstadt
Das Schloss Prichsenstadt bezeichnet einen abgegangenen, ehemaligen Adelssitz im unterfränkischen Prichsenstadt. Seit dem 14. Jahrhundert wurde das Schloss als Amtssitz genutzt, im Dreißigjährigen Krieg wurde es niedergebrannt und nicht wieder aufgebaut.

## Lage
Das ehemalige Schlossareal ist im Nordosten der heutigen Altstadt zu finden. Es wird von den Straßen Freihofstraße im Westen, Schlossgasse im Süden und Schulinstraße im Osten eingerahmt. Im Norden führt die Kirchschönbacher Straße und der Altbach an dem Gelände vorbei. Die alte Straßenbrücke bildet im Nordosten den Abschluss des ehemaligen Burggeländes. Von der Evangelischen Pfarrkirche ist das Gelände etwa 184 Meter entfernt.

## Geschichte

### Die Burg Prichsenstadt (bis 1414)
Die Geschichte einer Befestigung in Prichsenstadt begann im Jahre 1258. Damals kam das Dorf an die Grafen von Castell. Sie gaben es gleich darauf an ein Rittergeschlecht als Lehen weiter. Heinrich de Briesendorf wurde als erster seines Geschlechts genannt. Seine Familie hatte das Kammerherrenamt für die Casteller Grafen inne. Als die Grafschaft im Jahr 1265 geteilt wurde, kam die Befestigung an die Linie vom Unteren Schloss.
Im 14. Jahrhundert erhielten die Ritter Fuchs von Dornheim die Burg. Bald darauf kaufte Kaiser Karl IV. das Dorf und die Burg Briesendorf, die zu diesem Zeitpunkt noch aus dem 13. Jahrhundert stammte. Der Kaiser erhob am 6. Januar 1367 das Dorf zur Stadt. Prichsenstadt unterstand fortan der Krone Böhmen. In die neue Stadtbefestigung wurde auch die Burg einbezogen. Die heutige Schlossgasse wurde Teil des Burggrabens. 
Mit der Stadterhebung ging auch eine Umwidmung der Burg einher. Bisher war sie Wohnsitz des Adels gewesen, nun wurde hier der Verwaltungsmittelpunkt der jungen Stadt eingerichtet. Ein kaiserlicher Amtmann saß nun auf der Burg. Im Jahr 1403 kam Burggraf Johann III. von Nürnberg in den Besitz von Prichsenstadt, verpfändete sie allerdings für kurze Zeit an mehrere andere Herren. 1414 kam erstmals die Bezeichnung „Brichsenstat slos und Stat“ auf.

### Das Schloss Prichsenstadt (bis 1632)
Im Jahr 1462 wurde die Stadt während des Bayerischen Krieges in die Auseinandersetzungen zwischen dem Hochstift Würzburg und den Markgrafen Albrecht Achilles von Ansbach hineingezogen. Am 23. Juli 1462 nahmen die Truppen des Bischofs Johann III. von Grumbach die Stadt ein. Die Besetzer schleiften die Befestigungen der Stadt, auch die Befestigungsanlagen der Burg. Nach der Rückkehr der Stadt in die Markgrafschaft wurde die Schlossbauten wieder aufgebaut.
Zur Zeit des Bauernkrieges stand die Stadt zunächst hinter ihrem Stadtherren, dem Markgrafen. Erst als die Bauern auf Prichsenstadt vorrückten, schlossen sich die Bürger dem Aufstand an. Der Amtmann Bernhard von Heßberg floh aus der Stadt und die Bauern plünderten die Burg. Die totale Zerstörung der Befestigungen konnte jedoch abgewendet werden. In der Folgezeit verlor die Stadt den Amtssitz auf der Burg.
Mit dem beginnenden 17. Jahrhundert setzte sich die Benennung „Schloss“ mehr und mehr durch. Der Dreißigjährige Krieg brachte dann das Ende des Prichsenstädter Schlosses. Ab dem Jahr 1631 besetzten die protestantischen Schweden die Stadt Würzburg. Am 3. August 1632 kam der Gegenschlag der katholischen Kaiserlichen: Die Stadt wurde eingenommen und die Soldaten steckten das Schloss in Brand. Im Jahr 1732 sind nur noch wenige Mauerreste vom ehemaligen Schloss erhalten. Die untertägigen Schlossreste werden als Bodendenkmal eingeordnet.